# Eumops hansae
Eumops hansae је сисар из реда слепих мишева.

## Угроженост
Ова врста није угрожена, и наведена је као последња брига јер има широко распрострањење.

## Распрострањење
Ареал врсте Eumops hansae обухвата већи број држава. 
Врста има станиште у Бразилу, Мексику, Венецуели, Перуу, Еквадору, Боливији, Панами, Хондурасу, Костарици, Белизеу, Гвајани, Француској Гвајани и Колумбији.

## Станиште
Станишта врсте су шуме, саване и речни екосистеми.